# 474
474 (CDLXXIV) je bilo navadno leto, ki se je po julijanskem koledarju začelo na torek.

## Dogodki
- 1. januar

## Smrti
Neznan datum
- Leon I. Tračan, cesar Vzhodnega rimskega cesarstva (* 401)
- Leon II., cesar Vzhodnega rimskega cesarstva (* 467)
- Vidimir, knez Ostrogotov (* okoli 430)